# Кендалл-Вест (Флорида)
Кендалл-Вест (англ. Kendall West) — переписна місцевість (CDP) в США, в окрузі Маямі-Дейд штату Флорида. Населення — 36 536 осіб (2020).

## Географія
Кендалл-Вест розташований за координатами 25°42′25″ пн. ш. 80°26′27″ зх. д. / 25.70694° пн. ш. 80.44083° зх. д. (25.706816, -80.440697).  За даними Бюро перепису населення США в 2010 році переписна місцевість мала площу 7,80 км², з яких 7,12 км² — суходіл та 0,67 км² — водойми.

## Демографія
Згідно з переписом 2010 року, у переписній місцевості мешкали 36 154 особи в 11 537 домогосподарствах у складі 9478 родин. Густота населення становила 4638 осіб/км².  Було 12317 помешкань (1580/км²).
Расовий склад населення:
| - 89,8 % — білих - 3,2 % — чорних або афроамериканців - 1,2 % — азіатів - 0,2 % — корінних американців - 3,4 % — осіб інших рас |

До двох чи більше рас належало 2,2 %. Частка іспаномовних становила 88,3 % від усіх жителів.
За віковим діапазоном населення розподілялося таким чином: 23,1 % — особи молодші 18 років, 65,7 % — особи у віці 18—64 років, 11,2 % — особи у віці 65 років та старші. Медіана віку мешканця становила 37,5 року. На 100 осіб жіночої статі у переписній місцевості припадало 88,2 чоловіків;  на 100 жінок у віці від 18 років та старших — 84,0 чоловіків також старших 18 років.
Середній дохід на одне домашнє господарство  становив 59 293 долари США (медіана — 46 928), а середній дохід на одну сім'ю — 62 578 доларів (медіана — 48 849). Медіана доходів становила 32 907 доларів для чоловіків та 29 732 долари для жінок. За межею бідності перебувало 16,0 % осіб, у тому числі 22,1 % дітей у віці до 18 років та 17,7 % осіб у віці 65 років та старших.
Цивільне працевлаштоване населення становило 19 191 особа. Основні галузі зайнятості: освіта, охорона здоров'я та соціальна допомога — 23,8 %, роздрібна торгівля — 16,0 %, мистецтво, розваги та відпочинок — 11,9 %, науковці, спеціалісти, менеджери — 11,6 %.